# روحان سیپی
روحان سیپی 
(به سندی: रोहन सिप्पी) یک کارگردان اهل هند است.